# Tharman Shanmugaratnam
Tharman Shanmugaratnam (Singapore, 25 februari 1957) is een Singaporees politicus. Sedert 2023 is hij president van Singapore.

## Biografie
Shanmugaratnam werd geboren in de Kolonie Singapore uit een familie van Singaporese Tamils. Hij studeerde in het Verenigd Koninkrijk en de Verenigde Staten en begon vervolgens aan zijn carrière bij de Singaporese Centrale Bank.
In 2001 werd hij namens de People's Action Party verkozen als parlementslid. Hij zou gedurdende 22 jaar zitting hebben in het Singaporese parlement. Tijdens deze periode bekleedde hij verschillende ministerposten.
In 2023 werd hij door de People's Action Party voorgedragen als kandidaat voor president. Hij verliet vervolgens zijn partij en won de presidentsverkiezingen met 70,41% van de stemmen, op dat moment de grootste overwinning ooit in een Singaporese presidentsverkiezing. Hij nam zijn functie als president op 14 september 2023 op.
Yusof Ishak · Benjamin Sheares · Devan Nair · Wee Kim Wee · Ong Teng Cheong · Sellapan Ramanathan · Tony Tan Keng Yam · Halimah Yacob · Tharman Shanmugaratnam